# François Dhedda
 François Dhedda Tikpa  (né à Jiba le 27 mai en 1965) est un homme politique de la République démocratique du Congo et député national, élu de la circonscription de Djugu dans la province de l' Ituri,,,.

## Biographie
François Dhedda Tikpa est né à Jiba le 27 mai 1965, élu député national dans la circonscription électorale de Djugu dans la province de l'Ituri, il est membre du regroupement politique AAD.